# Armas y armaduras de la época vikinga
El conocimiento sobre la tecnología militar de la era vikinga (finales del siglo VIII y mediados del siglo XI en Europa) se basa en hallazgos arqueológicos relativamente escasos, representaciones pictóricas y, en cierta medida, en los relatos de las sagas y leyes nórdicas registradas entre los siglos XII y XIV.

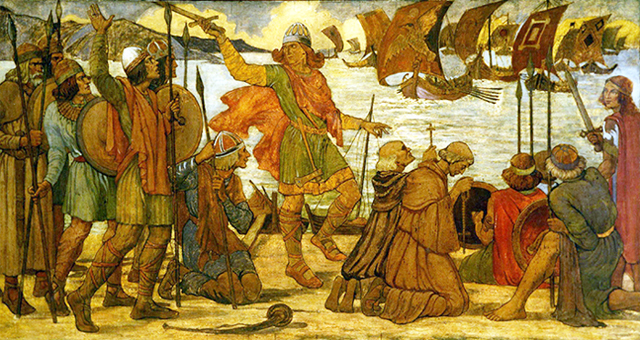
Desembarco vikingo en Dublín, 841, por James Ward (1851-1924)

Según la costumbre, todos los hombres nórdicos libres debían poseer armas y podían portarlas en todo momento. De hecho, el Hávamál, considerado un sabio consejo de Odín, afirma: «No dejes tus armas tiradas a la espalda en el campo; nunca se sabe cuándo podrías necesitar tu lanza de repente».
Como la guerra era la actividad más prestigiosa en la Escandinavia de la época vikinga, las armas con acabados exquisitos eran una forma importante para que un guerrero exhibiera su riqueza y estatus. Un vikingo adinerado probablemente poseía un equipo completo compuesto por una lanza, un escudo de madera y un hacha de guerra o espada. Las hachas de batalla se consideraban el arma estándar de los vikingos de clase media. Las espadas eran inicialmente un símbolo de estatus y solían reservarse para la clase alta y los nobles debido a su entonces prohibitivo precio. Mucha poesía se asociaba con las armas vikingas. Los más ricos podían llevar casco y armadura de malla; se cree que estos se limitaban a la nobleza y sus guerreros profesionales (sirvientes). Los guerreros más pobres podrían haber usado varias capas de ropa gruesa de lana. El granjero promedio probablemente se limitaba a una lanza, un escudo y quizás un hacha común o un cuchillo grande (seax). Algunos también llevaban sus arcos de caza (principalmente arcos largos o planos) para usarlos en las primeras fases de la batalla.

## Armas

### Cuchillo (daga)

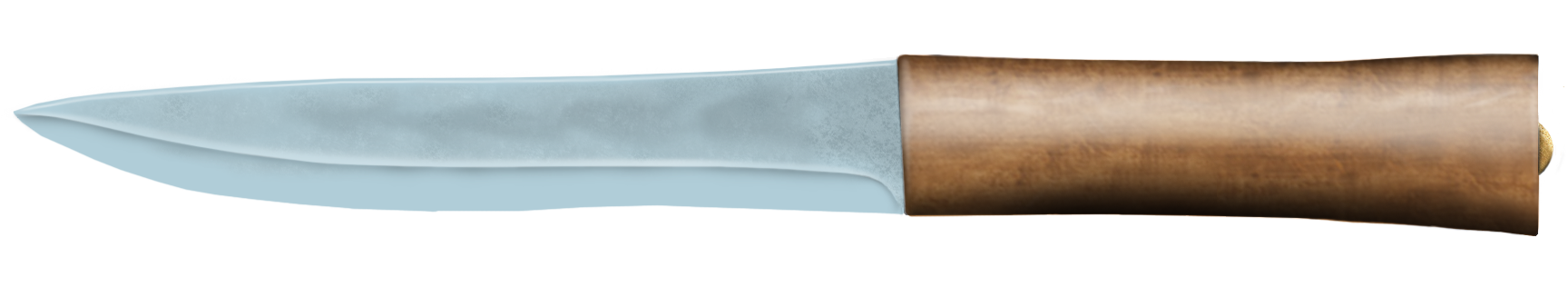
Cuchillo vikingo, basado en los hallazgos exhibidos en el Centro Vikingo de Jorvik

Los vikingos utilizaban dos clases distintas de cuchillos. El más común era un cuchillo sencillo, de un solo filo y construcción normal, llamado knifr. Estos se encuentran en la mayoría de las tumbas, siendo la única arma permitida para todos, incluso para los esclavos. Las versiones más pequeñas servían como herramienta de uso diario, mientras que las versiones más largas probablemente estaban destinadas a la caza, el combate o ambos. Los cuchillos de armas a veces presentaban incrustaciones ornamentales en la hoja. La construcción era similar a la de los cuchillos escandinavos tradicionales. La espiga recorría un mango más o menos cilíndrico, y la hoja era recta, con el filo curvado hacia arriba en la punta para unirse con el lomo de la hoja en punta. Al parecer, el cuchillo desempeñó un papel importante para todos los escandinavos. Prueba de ello es la gran cantidad de cuchillos encontrados en tumbas no solo de hombres, sino también de mujeres y niños.

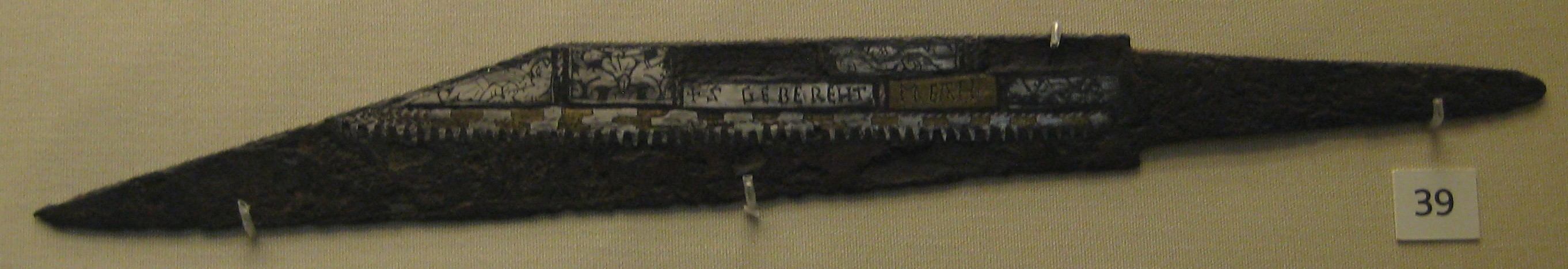
Seax roto de Sittingbourne en Kent

El otro tipo era el seax. El tipo asociado con los vikingos es el llamado seax de lomo roto. Solía ser un poco más pesado que un cuchillo normal y servía como arma similar a un machete o una bracamarte. Un hombre adinerado podía poseer un seax más grande, algunos de los cuales eran espadas. Con un solo filo y una hoja pesada, esta arma, algo rudimentaria, era relativamente fácil de usar y fabricar, en comparación con la espada normal. Muchos ejemplares presentan una espiga bastante larga, lo que indica que podrían haber tenido un mango más largo para uso a dos manos. Los seaxes más pequeños, similares a cuchillos, probablemente estaban al alcance de la mano de un herrero común.
El seax era de uso generalizado entre las tribus germánicas del período migratorio, e incluso es epónimo de los sajones. Aparece en Escandinavia a partir del siglo IV y muestra un patrón de distribución desde el bajo Elba (Irminones) hasta la Inglaterra anglosajona. Si bien su popularidad en el continente disminuye con el final del período migratorio, permaneció en las Islas Británicas, donde fue adoptado por los vikingos. Los grandes seaxes, con forma de espada, se encuentran principalmente en relación con los asentamientos vikingos en Inglaterra e Irlanda, pero no son muy comunes en Escandinavia.

### Espada
La espada de la época vikinga era para uso con una sola mano, combinada con un escudo, con una hoja de doble filo de hasta 90 cm (35 pulgadas). Su forma se basaba en gran medida en la spatha romana, con empuñadura firme, un canal largo y profundo, y una guarda cruzada sin prominencia. No era exclusiva de los vikingos, sino que se usaba en toda Europa.
Las espadas eran muy costosas de fabricar y un símbolo de alto estatus. Muchas se usaban rara vez, y algunas espadas halladas en tumbas probablemente no eran lo suficientemente resistentes para la batalla o las incursiones, y probablemente eran objetos decorativos.Al igual que las spathae romanas, se usaban en vainas de madera envueltas en cuero y suspendidas de una correa sobre el hombro derecho.[cita requerida] Las primeras hojas se soldaban mediante patrones, una técnica en la que tiras de hierro forjado y acero dulce se torcían y forjaban juntas, con el agregado de un borde endurecido.Hojas posteriores de acero homogéneo, importadas probablemente de Renania, muchas con incrustaciones de marcas de fabricante e inscripciones, como Ingelrii o Vlfberht. Los artesanos locales solían añadir sus propias empuñaduras elaboradamente decoradas, y muchas espadas recibieron nombres como "Muerdepiernas" y "Empuñadura de Oro".La empuñadura de la espada generalmente estaba hecha de un material orgánico, como madera, cuerno o asta (que no suele sobrevivir para descubrimientos arqueológicos), y bien puede haber estado enrollada con tela.
Poseer una espada era un honor. Las personas de estatus podían poseer espadas profusamente decoradas con detalles e incrustaciones de plata. La mayoría de los guerreros vikingos poseían una espada, ya que una sola incursión solía ser suficiente para adquirir una buena. La mayoría de los hombres libres poseían una espada, y los goðar, los jarls y, a veces, los hombres libres más ricos poseían espadas mucho más elaboradas. Los granjeros pobres usaban un hacha o una lanza, pero tras un par de incursiones tenían suficiente para comprar una espada. Una espada mencionada en la saga Laxdæla estaba valorada en media corona, lo que equivaldría al valor de 16 vacas lecheras. La fabricación de tales armas era una tarea altamente especializada y muchas hojas de espada se importaban de tierras extranjeras, como Renania. Forjar una espada podía llevar hasta un mes y era de tal valor que se transmitía de generación en generación. A menudo, cuanto más antigua era la espada, más valiosa se volvía.
Se conoce una clase distinta de espadas tempranas de un solo filo provenientes del este de Noruega en aquella época. Estas poseían las mismas empuñaduras que las espadas de doble filo y hojas de longitud comparable. Las hojas variaban desde largas y delgadas, como las espadas de dos filos más comunes, hasta algo pesadas, lo que les daba al arma un equilibrio más parecido al de un hacha de carnicero.De manera confusa, los mismos hallazgos a veces se clasifican como "sables" o "seaxes" en la literatura inglesa.

Como se mencionó anteriormente, la espada era tan valiosa en la sociedad nórdica que las buenas hojas eran apreciadas por sucesivas generaciones de guerreros. Incluso existen evidencias en entierros vikingos de la "matanza" deliberada y posiblemente ritual de espadas, que implicaba doblar la hoja hasta dejarla inservible. Dado que los vikingos solían ser enterrados con sus armas, esta "matanza" pudo haber tenido dos funciones: una ritualística, al retirar un arma junto con un guerrero, y otra práctica, para disuadir a los ladrones de tumbas de perturbar el entierro para obtener una de estas valiosas armas.De hecho, los hallazgos arqueológicos de trozos doblados y quebradizos de espadas de metal dan testimonio del entierro regular de los vikingos con armas, así como de la "matanza" habitual de espadas.

Espadas y hachas vikingas
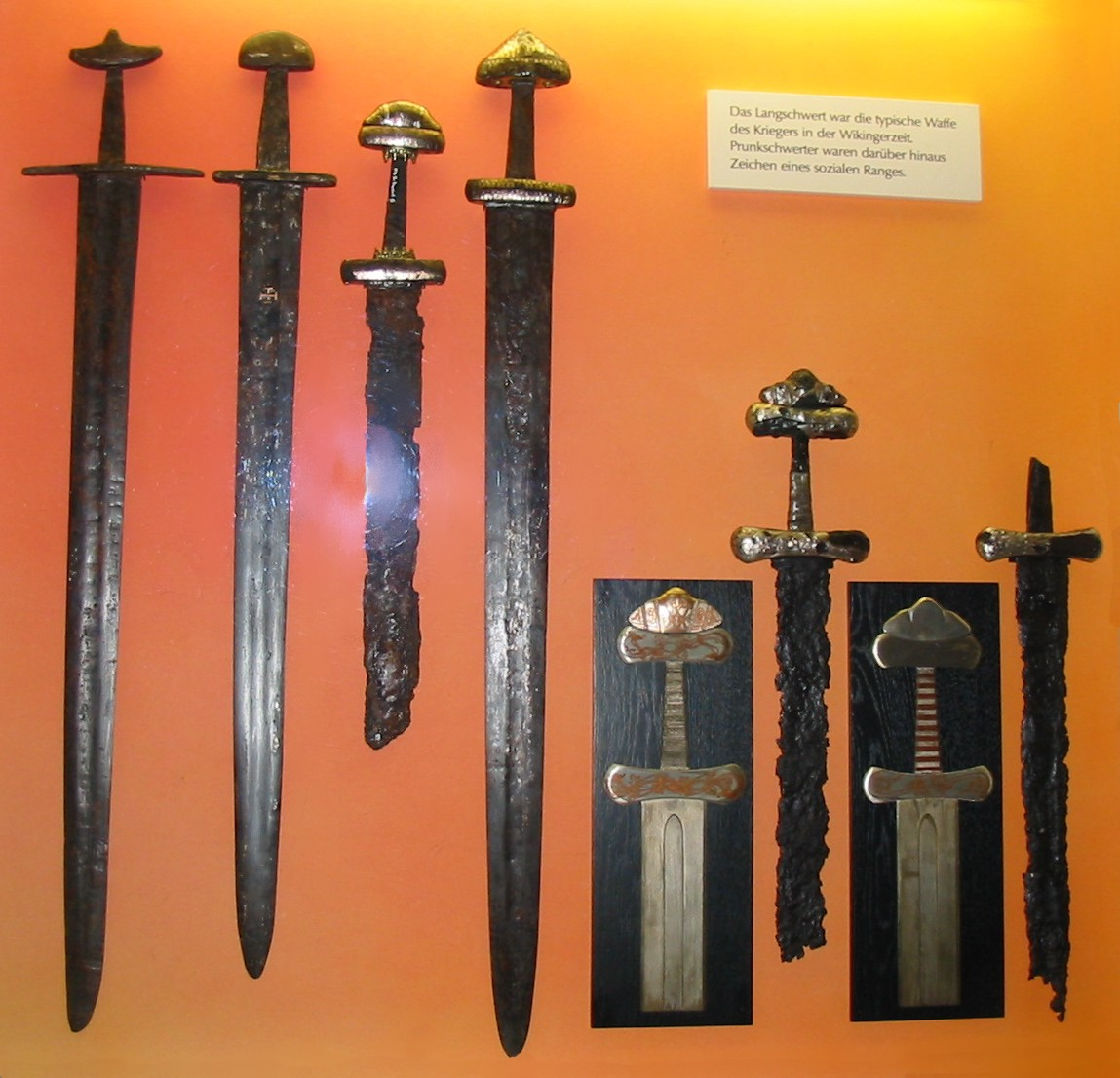
Espadas vikingas expuestas en el Museo Vikingo de Hedeby
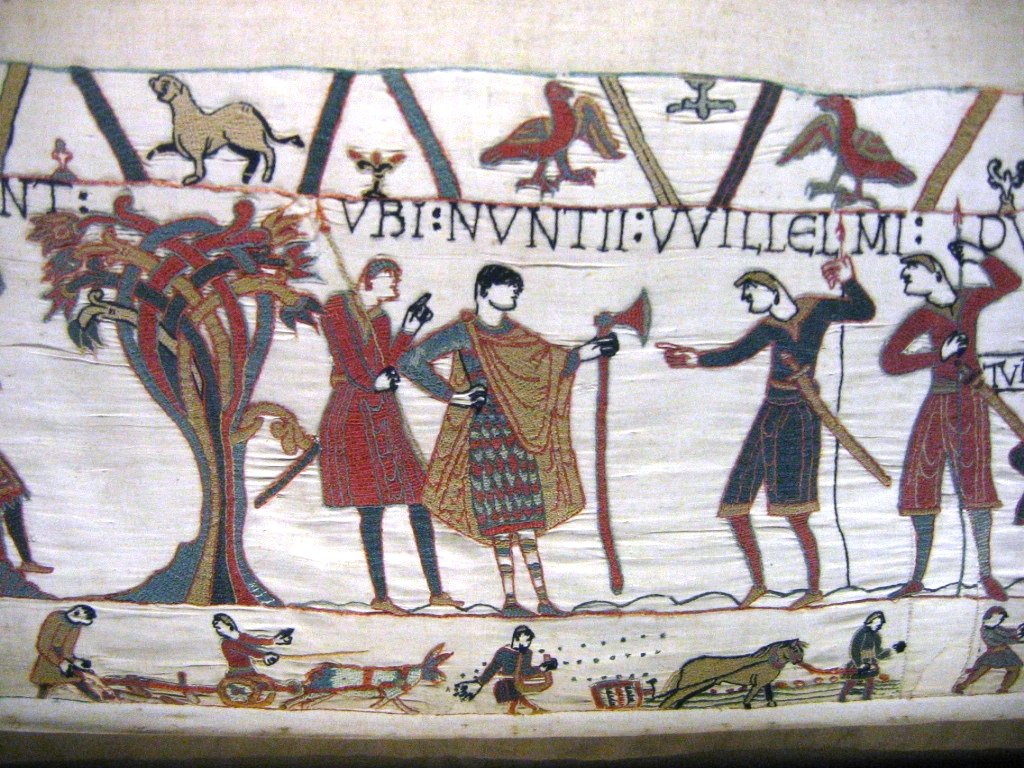
Un hacha danesa en el tapiz de Bayeux
Dos hachas halladas en el oeste de Noruega, exhibidas en Bergen
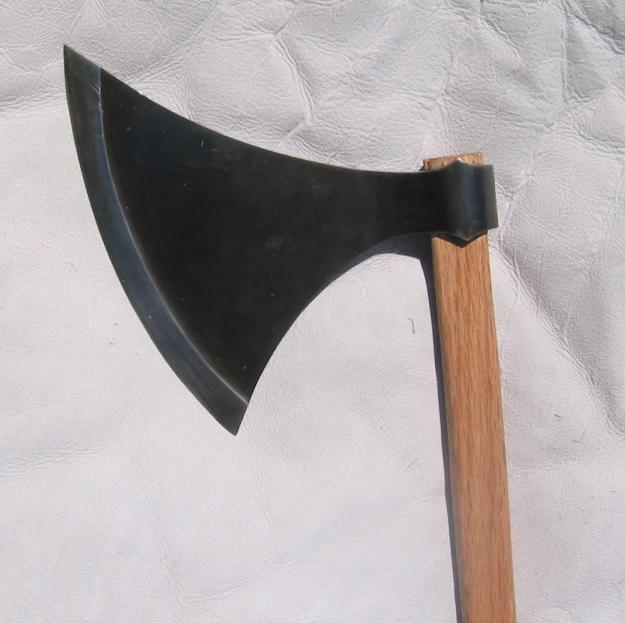
Reproducción moderna de un hacha danesa

### Hacha
El arma de mano más común entre los vikingos era el hacha; las espadas eran más caras de fabricar y solo los guerreros adinerados podían permitírselas. La prevalencia de las hachas en yacimientos arqueológicos probablemente se deba a su función no solo como arma, sino también como herramienta común. Esto se ve corroborado por la gran cantidad de tumbas de mujeres escandinavas que contienen hachas.Varios tipos de hachas más grandes especializadas para su uso en la batalla evolucionaron, con cabezas más grandes y mangos más largos, incluyendo varios tipos de hachas barbudas. Las formas más grandes eran tan largas como un hombre y estaban hechas para ser utilizadas con ambas manos, llamadas hachas danesas. Algunas cabezas de hacha tenían incrustaciones de diseños de plata. En la era vikinga posterior, hubo cabezas de hacha con bordes en forma de medialuna que medían hasta 45 centímetros llamadas breiðöx (hacha ancha). Las hachas de doble filo representadas en el arte "vikingo" moderno habrían sido muy raras, ya que usaban más material y se consideraban un desperdicio en tiempos difíciles, si es que existían. No hay ejemplos sobrevivientes, obras de arte auténticas o descripciones claras de registros que respalden la existencia de hachas de doble filo utilizadas por los vikingos. Las hachas de doble filo no fueron forjadas por los nórdicos. Casi todas las hachas que forjaron eran de una sola cabeza.
Los vikingos normalmente llevaban hachas robustas que podían arrojarse o blandirse con una fuerza que partía cabezas.El hacha Mammen es un famoso ejemplo de este tipo de hachas de batalla, ideal para lanzar y combatir cuerpo a cuerpo.
La cabeza de un hacha era principalmente de hierro forjado, con un filo de acero. Esto hacía que el arma fuera más económica que una espada y, históricamente, era un artículo estándar fabricado por los herreros.
Como la mayoría de las armas escandinavas, las hachas solían recibir nombres. Según la Edda prosaica de Snorri Sturluson, las hachas solían recibir nombres de trolls.

### Lanza

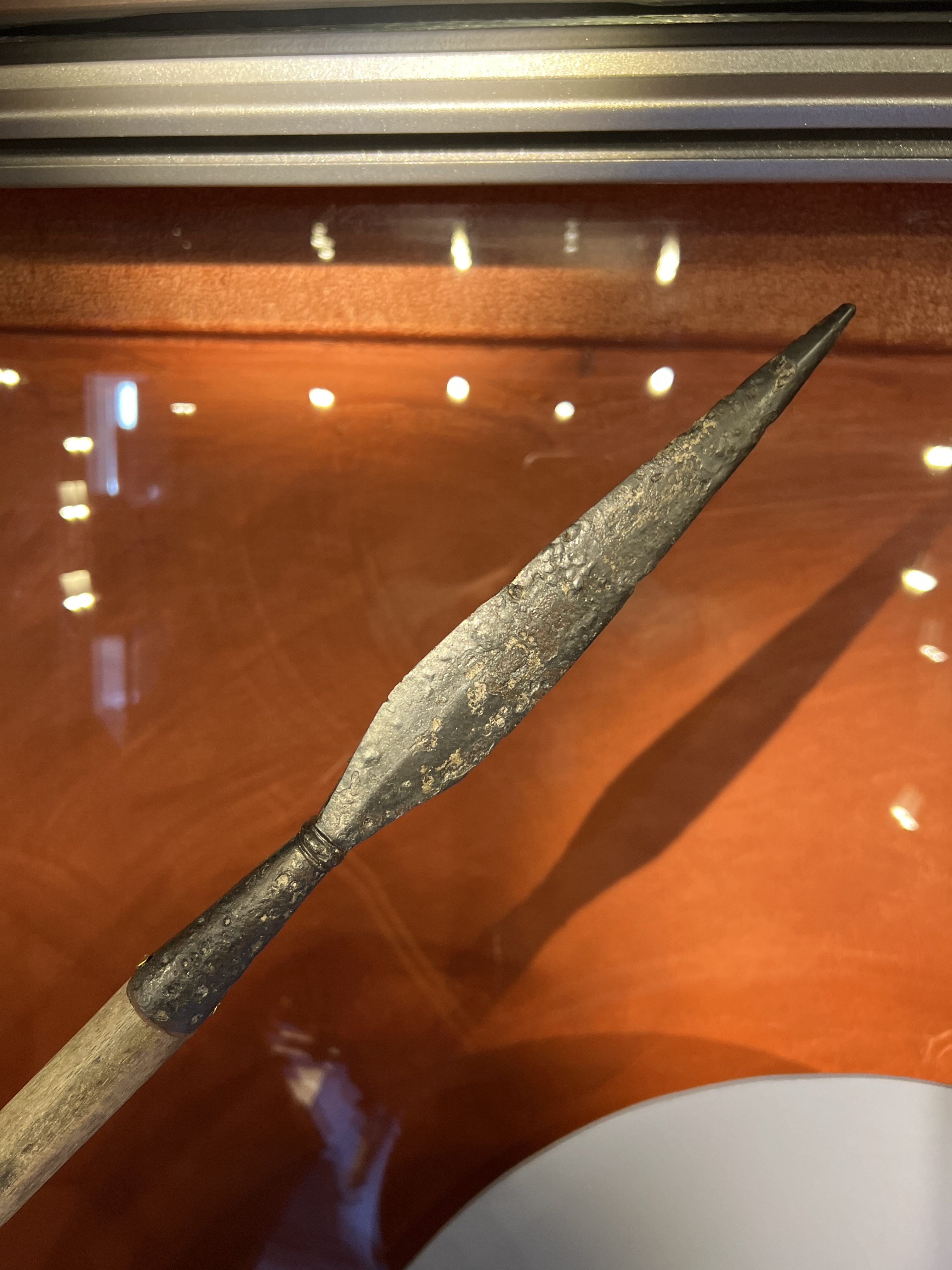
Punta de lanza de la época vikinga (Museo de Historia de Suecia)

La lanza era el arma más común de la clase campesina escandinava. La clase guerrera usaba constantemente lanzas arrojadizas; a pesar de la creencia popular, también era el arma principal del guerrero vikingo, ideal para sus formaciones y tácticas. Consistían en cabezas de metal con una hoja y un asta hueca, montadas sobre astas de madera de dos a tres metros de longitud, y solían estar hechas de madera de fresno. Las puntas de las lanzas podían medir entre veinte y sesenta centímetros, con una tendencia hacia puntas más largas en la época vikinga posterior.Las puntas de lanza con alas se denominan krókspjót (lanza con gancho) en las sagas. Algunas lanzas de punta más grande se llamaban höggspjót (lanza de corte) y también podían usarse para cortar. Las lanzas arrojadizas con púas solían estar menos decoradas que las ostentosas lanzas de estocada, ya que estas últimas se perdían con frecuencia en batalla.
La lanza se usaba tanto como arma arrojadiza como de estocada, aunque existía cierta especialización en su diseño. Se fabricaban puntas de lanza más ligeras y estrechas para lanzar; puntas más pesadas y anchas, para apuñalar.La mayoría de las evidencias indican que se usaban con una sola mano. Evidencia limitada de una saga indica que podrían haber sido utilizadas con dos manos, pero no en combate. La cabeza se sujetaba con un pin, que los personajes de la saga a veces extraían para evitar que un enemigo reutilizara el arma.[cita requerida]
En comparación con una espada, la lanza se puede fabricar con acero de inferior calidad y mucho menos metal en general. Esto la hacía más económica y probablemente al alcance de un herrero común. A pesar de ello, la lanza tenía un gran significado cultural para el guerrero vikingo, ya que el arma principal de Odín, rey de los dioses nórdicos y dios de la guerra, era la lanza Gungnir. La saga Eyrbyggja alude que una costumbre para comenzar una batalla era arrojar una lanza sobre el ejército enemigo para reclamarlo para Odín. Posiblemente debido a su importancia cultural, las hojas soldadas con patrones son comunes en las puntas de lanza, y los casquillos a menudo estaban decorados con patrones incrustados de plata.

### Otras armas de asta
Un arma de asta conocida como atgeir se menciona en varias sagas islandesas y en otras literaturas. Atgeir suele traducirse como "alabarda", similar a una guja. Gunnar Hámundarson es descrito en la saga Njáls cortando y empalando a sus enemigos con su atgeir.
Varias armas (incluidas la kesja y la höggspjót) que aparecen en las sagas son alabardas vikingas. No se ha encontrado en las tumbas ningún arma que coincida con sus descripciones. Estas armas podrían haber sido raras o no formar parte de las costumbres funerarias vikingas. Sin embargo, una explicación más probable es que estas armas de asta sean descripciones de armas de la Alta Edad Media que se han añadido a las sagas, probablemente porque se escribieron durante el mismo período.

### Arcos y flechas
El arco y la flecha se usaban tanto para la caza como para la guerra. Se fabricaban con tejo, fresno u olmo. La fuerza de tiro de un arco del siglo X podía alcanzar unos 40 kilos o más, lo que resultaba en un alcance efectivo de al menos 200 metros, dependiendo del peso de la flecha. Un arco de tejo hallado en Viking Hedeby, que probablemente era un arco de guerra completo, tenía una fuerza de tiro de más de 100 libras. Se han medido réplicas de arcos con las dimensiones originales con una fuerza de tiro de entre 100 y 130 libras (45-59 kg). Una unidad de longitud utilizada en la época vikinga, llamada tiro de arco, correspondía a lo que posteriormente se midió como 227,5 metros. Las ilustraciones de la época muestran arcos tensados hacia el pecho, en lugar de hacia la comisura de la boca o debajo de la barbilla, como es habitual hoy en día.
Las puntas de flecha solían fabricarse de hierro y se producían en diversas formas y dimensiones, según su lugar de origen. La mayoría se fijaban al asta mediante una espiga con hombro que se encajaba en el extremo de un asta de madera. Algunas puntas también estaban hechas de madera, hueso o asta. Se han encontrado evidencias de vuelos con plumas de águila, con las plumas unidas y pegadas. El extremo del asta se ensanchaba con culatines poco profundos, aunque algunas flechas tenían culatines de bronce fundido. El registro histórico también indica que los vikingos podrían haber usado flechas con púas, pero la evidencia arqueológica de dicha tecnología es limitada.
Los primeros hallazgos de estas reliquias se realizaron en Dinamarca y, a juzgar por las tumbas en las que fueron halladas, aparentemente pertenecían a la clase guerrera líder.

## Escudos

### Escudos redondos

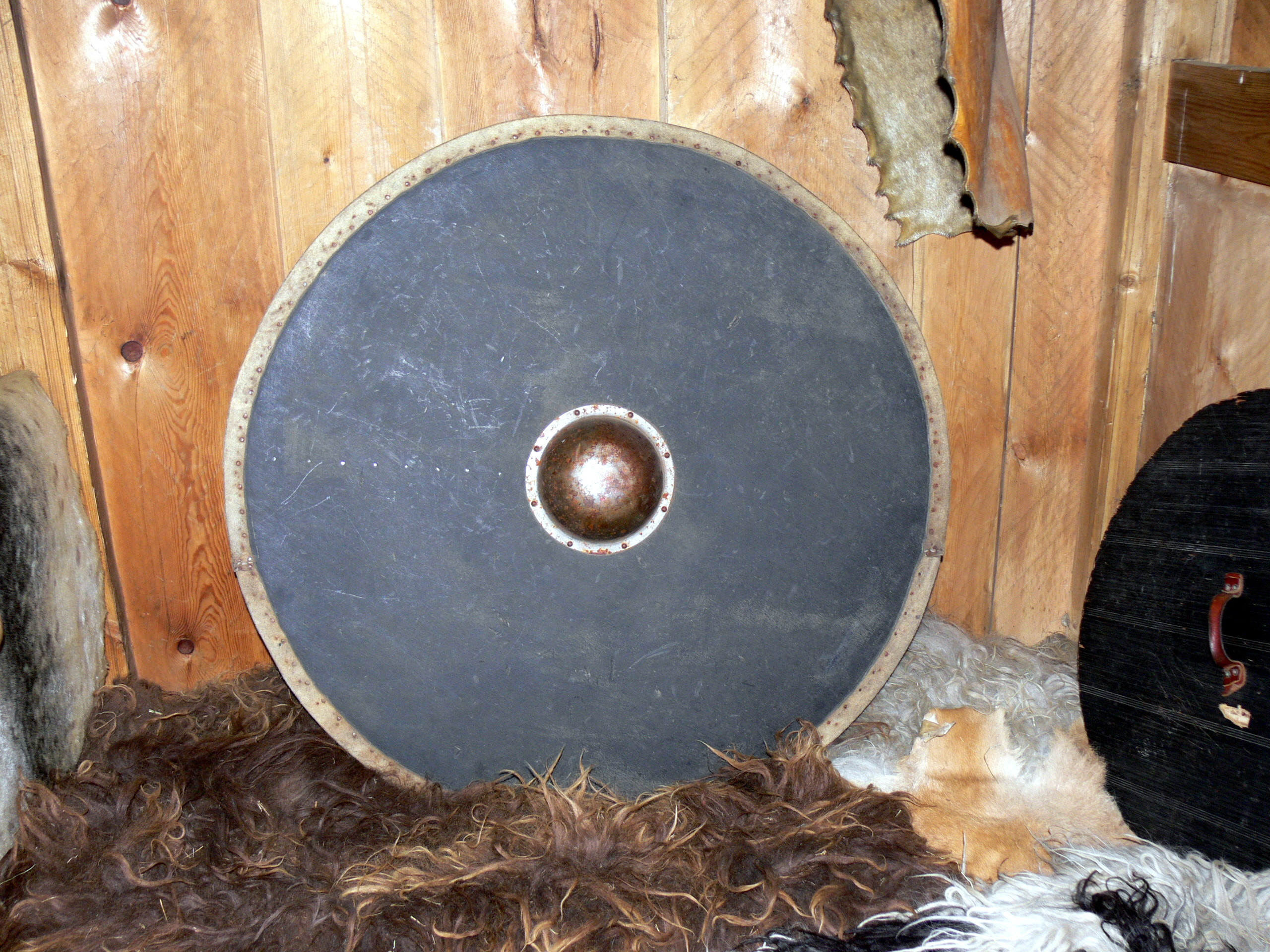
Un escudo vikingo típico en estilo Gokstad

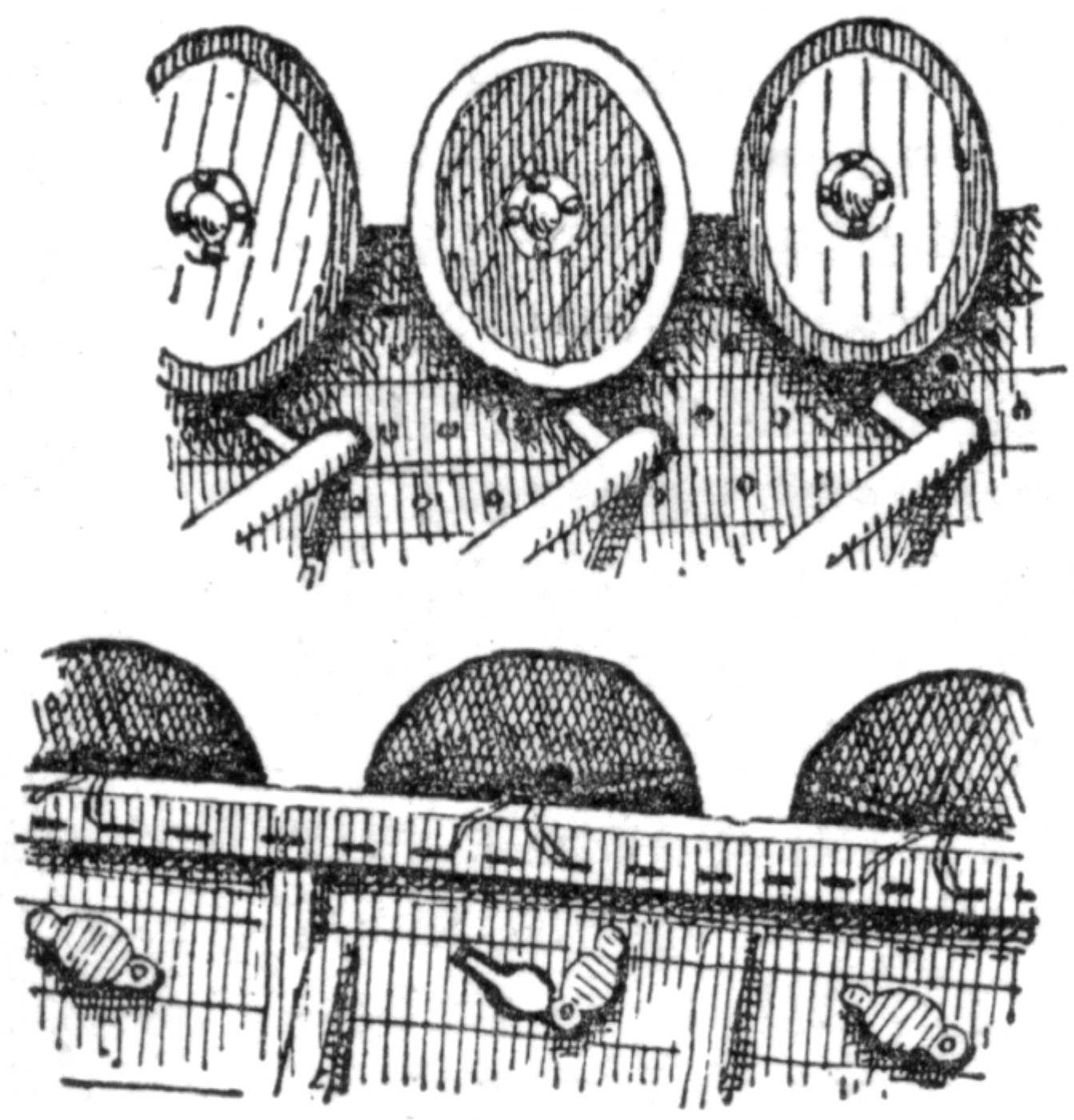
Montajes de escudos en el barco

El escudo redondo era el medio de defensa más común. Las sagas mencionan específicamente la madera de tilo para la construcción de escudos, aunque los hallazgos en tumbas muestran principalmente otras maderas, como abeto, aliso y álamo, con refuerzos de acero o hierro. Estas maderas no son muy densas y son ligeras al tacto. Además, no son propensas a agrietarse, a diferencia del roble. Además, las fibras de la madera se unen alrededor de las hojas, impidiendo que corten más profundamente a menos que se aplique mucha más presión. Junto con una madera más resistente, los vikingos solían reforzar sus escudos con cuero o, en ocasiones, hierro alrededor del borde.  Los escudos redondos parecen haber variado en tamaño desde alrededor de 45 a 120 centímetros de diámetro, pero 75 a 90 centímetros es por lejos el más común.
Los escudos de menor tamaño provienen del periodo pagano sajón, mientras que los de mayor tamaño datan de los siglos X y XI. La mayoría de los escudos aparecen en las iluminaciones pintados de un solo color, aunque algunos presentan un diseño pintado; los más comunes son cruces simples o derivaciones de ruedas solares o segmentos. Los pocos escudos redondos que se conservan presentan diseños mucho más complejos pintados y, a veces, una ornamentación en plata y oro alrededor del jefe y los anclajes de las correas.
El barco de Gokstad cuenta con espacios para colgar escudos en su barandilla, y los escudos de Gokstad tienen agujeros en el borde para fijar algún tipo de protección no metálica. Estas se llamaban listas de escudos y protegían a las tripulaciones de las olas y el viento. Algunos escudos vikingos podrían haber estado decorados con patrones sencillos, aunque algunos poemas escáldicos que los alaban podrían indicar una decoración más elaborada, y la evidencia arqueológica lo confirma. De hecho, existe un subgénero completo de poesía escáldica dedicado a los escudos, conocido como "poemas sobre escudos", que describe escenas pintadas en ellos. Por ejemplo, el poema escáldico de finales del siglo IX, Ragnarsdrápa, describe algunos escudos pintados con escenas mitológicas.

### Escudos de lágrima

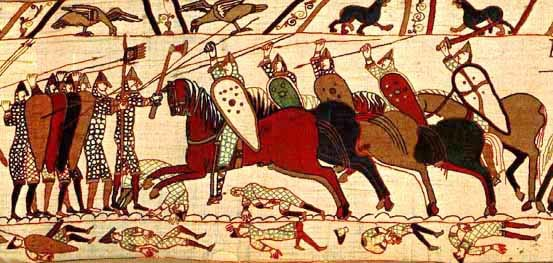
Escena de batalla del Tapiz de Bayeux, que representa escudos de lágrima

Se ha propuesto que el escudo de lágrima de la época medieval (también conocido como "escudo largo" o "escudo de gota"), preferido por los normandos, fue introducido en Europa por los nórdicos.Sin embargo, los arqueólogos no han localizado documentación ni restos de escudos de lágrima del periodo vikingo, y la idea ha sido descartada.
Se admite comúnmente que el escudo de lágrima se originó en el Imperio bizantino, desde donde se extendió rápidamente a Europa occidental, donde fue utilizado notablemente por los francos. Los normandos del siglo XI probablemente terminaron usando el escudo de cometa como resultado de sus estrechos vínculos culturales con los francos occidentales, quienes también son el origen del famoso yelmo nasal, la cota de malla y las tácticas de caballería pesada de los normandos.

### Formaciones de escudo
En el campo de batalla, los escudos se usaban con frecuencia en formaciones. Una formación notable eran los muros de escudos, o "fuerte de escudos" (nórdico antiguo: skjaldborg), como los nórdicos lo llamaban, una formación figurativa en la que los portadores de escudos formaban un círculo ("un fuerte"), o algo similar, con los escudos hacia afuera, probablemente entrelazados, y lanzaban lanzas contra los adversarios.
Las formaciones de escudos eran, en general, flexibles y adaptables. Durante el asedio vikingo de París (885-886), el monje Abbo Cernuus, presente en el asedio, escribió que los vikingos avanzaban utilizando una formación testudo.
Otras tácticas notables incluían la svinfylking "formación de batalla de jabalí", en la que los guerreros creaban una configuración de cuña e intentaban atravesar la línea del frente de enemigos cercanos.

## Armadura

### Yelmo

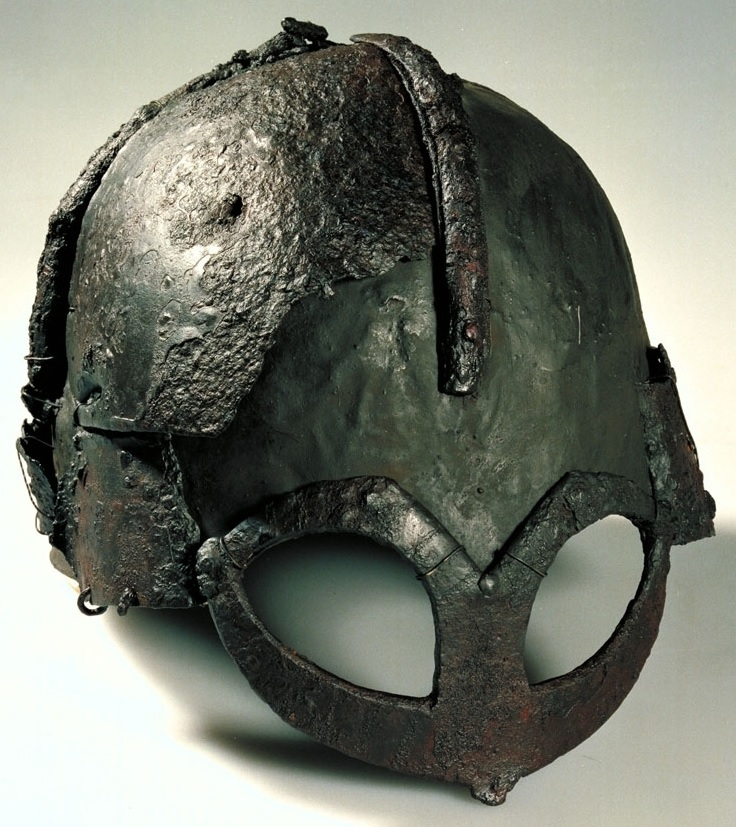
Yelmo de Gjermundbu de Noruega, del

Se han encontrado varios fragmentos de cascos de la época vikinga, pero debido a su mala conservación, pocos son reconstruibles. Algunos de los hallazgos más conocidos incluyen:
- el fragmento de yelmo Tjele;
- dos fragmentos de Gotlandia;
- un fragmento de Kiev;
- el yelmo de Gjermundbu;
- el casco Yarm, hallado en Yarm, en Yorkshire del Norte, Inglaterra.

De los cuatro fragmentos de casco encontrados en Escandinavia, solo los restos de Gjermundbu fueron útiles para una reconstrucción significativa.
El yelmo de Gjermundbu data del siglo X. Fue excavado en una granja llamada Gjermundbu en Ringerike, en el centro de Noruega. Gjermundbu se encuentra en Haugsbygd, un pueblo al noreste de Hønefoss, en Buskerud, Noruega. Este yelmo estaba hecho de hierro a partir de cuatro placas, siguiendo el patrón spangenhelm. Tiene una tapa redondeada y existen evidencias de que también pudo haber tenido una malla. Presenta una protección tipo "gafas" alrededor de los ojos y la nariz que formaba una especie de máscara, lo que sugiere una estrecha afinidad con los cascos del anterior Periodo Vendel.
El casco de Yarm fue descubierto en la década de 1950 por obreros que excavaban zanjas para tuberías en Chapel Yard, Yarm, cerca del río Tees. Una investigación dirigida por Chris Caple, de la Universidad de Durham, y publicada en 2020, determinó que el yelmo data del siglo X. Este casco está hecho de bandas y placas de hierro remachadas, con un simple nudo en la parte superior. Debajo de la frontalera, presenta una protección para gafas alrededor de los ojos y la nariz, formando una especie de máscara, lo que sugiere una afinidad con cascos anteriores del Período Vendel. El borde inferior de la frontalera presenta orificios circulares, donde posiblemente se fijaba una cota de malla (o alpartaz).
A partir de piedras rúnicas y otras ilustraciones, se sabe que los vikingos también usaban cascos más simples, a menudo gorras con un protector nasal simple.Las investigaciones indican que es posible que los vikingos sólo utilizaran cascos de metal en contadas ocasiones.Se conocen cascos con cuernos de metal, presumiblemente para uso ceremonial, desde la Edad del Bronce Nórdica, 2.000 años antes de la Era Vikinga.
A pesar de la cultura popular, no hay evidencia de que los vikingos usaran cascos con cuernos en la batalla, ya que dichos cuernos serían poco prácticos en un combate cuerpo a cuerpo, pero es posible que los tocados con cuernos se utilizaran en contextos rituales. Los cascos con cuernos y alas asociados con los vikingos en la mitología popular fueron una invención del Romanticismo del siglo XIX.El casco con cuernos puede haber sido introducido en las óperas del Anillo de Richard Wagner (ambientadas en Alemania): el coro masculino llevaba cascos con cuernos, mientras que los otros personajes tenían cascos alados.

### Cota de malla
Una vez más, se ha excavado en Escandinavia una única cota de malla fragmentada, pero posiblemente completa, del mismo yacimiento que el casco: Gjermundbu en Haugsbygd. Las costumbres funerarias escandinavas de la época vikinga parecen no favorecer el entierro con casco o armadura de malla, a diferencia de los extensos entierros con armadura anteriores en Valsgärde, Suecia, o posiblemente solo unos pocos vikingos podían permitírselo. Probablemente usada sobre ropa gruesa, una cota de malla protegía al usuario de cortes, pero ofrecía poca protección contra traumatismos contundentes y ataques punzantes con una punta afilada como la de una lanza. La dificultad para obtener una cota de malla residía en que requería miles de anillas de hierro entrelazadas, cada una de las cuales debía remacharse individualmente a mano.Como resultado, la cota de malla era muy cara en la Europa medieval temprana, y probablemente era usada por hombres de estatus y riqueza.
El barco de Hjortspring contenía varios conjuntos de malla incompletos.
La cota de malla que usaban los vikingos era casi con certeza del tipo "cuatro contra uno", donde cuatro anillos sólidos (perforados o remachados) se conectan mediante un solo anillo remachado. Este tipo de cota de malla se conoce como byrnie, del nórdico antiguo brynja. Dada la escasez de evidencia arqueológica de armaduras vikingas y el hecho de que los vikingos en una incursión intentaban evitar las batallas campales, es posible que la cota de malla fuera usada principalmente solo por guerreros profesionales que entraban en batalla, como el Gran Ejército Pagano de mediados del siglo IX en Inglaterra o en la invasión de Northumbria por Harald Hardrada en la Batalla de Fulford en 1066, y por nobles adinerados.

### Lamelar
Se encontraron más de 30 láminas (placas individuales para armadura lamelar) en Birka, Suecia, en 1877, 1934 y 1998-2000. Se dataron aproximadamente en el mismo período que la cota de malla de Gjermundbu (900-950) y podrían ser evidencia de que algunos vikingos usaban esta armadura, que consiste en una serie de pequeñas placas de hierro entrelazadas o cosidas a una robusta tela o cuero. Sin embargo, existe un amplio debate sobre si las láminas en cuestión estaban en posesión de un residente escandinavo o de un mercenario extranjero.

### Tela y cuero

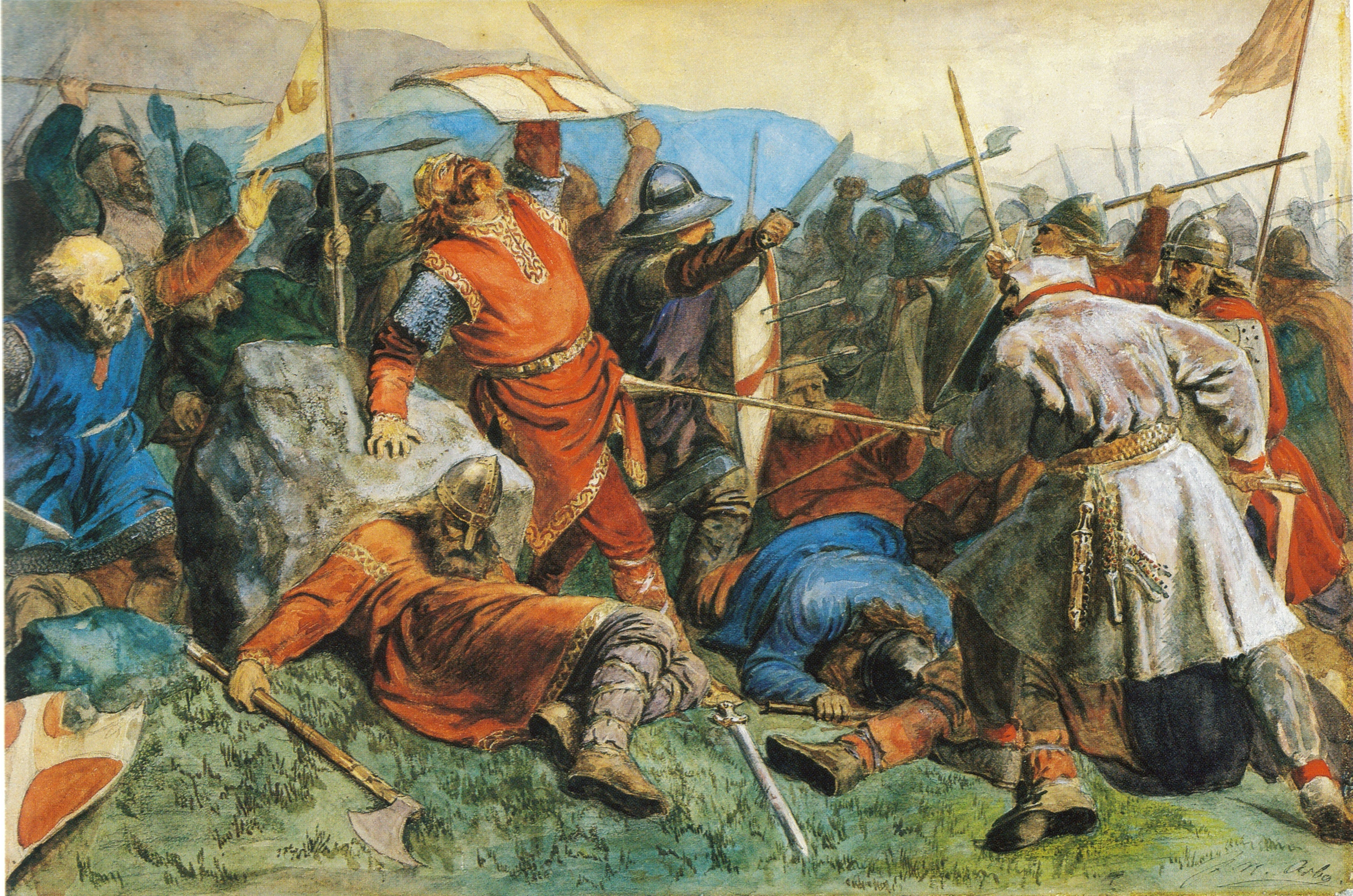
Thorir Hund, vestido con una túnica de piel de reno, mata al rey Olaf en la batalla de Stiklestad.

Se cree que la tela acolchada (gambesón) era una posible opción para los guerreros vikingos de bajo rango, aunque no se conoce ninguna referencia al respecto en las sagas. Estos materiales se conservan mal en las tumbas, y no se han encontrado hallazgos arqueológicos. Algunas piedras rúnicas representan lo que parece ser una armadura, que probablemente no sea una cota de malla. La armadura en cuestión podría haber sido la armadura laminar mencionada anteriormente, o incluso no haber sido una armadura. Varias capas de lino resistente o lona de cáñamo proporcionarían un buen nivel de protección, a un precio razonable, al igual que la ropa de invierno hecha de tela gruesa de lana.La experiencia práctica con la malla también sugiere que se habría usado algún tipo de prenda interior entre la malla y la túnica regular, para proteger a esta última de la suciedad y el desgaste excesivo, pero las descripciones del efecto de las hachas en las Sagas indican que dichas prendas estaban ligeramente acolchadas, si es que lo estaban.
El cuero era mucho más caro en aquella época que hoy, por lo tanto, menos asequible para el guerrero ocasional. En la saga Legendaria de San Olaf, se dice que Thorir Hund, el azote de reyes, vestía una túnica hecha de piel de reno, encantada por los finlandeses (sami), que lo protegía de los golpes de espada. La túnica se describe como mejorada "mágicamente", lo que podría indicar que no representa un ejemplo típico de este tipo de prenda. Sin embargo, ocasionalmente aparecen prendas de cuero en hallazgos arqueológicos, y habrían ofrecido cierto grado de protección en combate.
En definitiva, la defensa de las armaduras no metálicas sigue sin ser concluyente. Es probable que el vikingo promedio luchara con ropa común, con el escudo como única protección.

## Orígenes extranjeros de las armas y armaduras vikingas

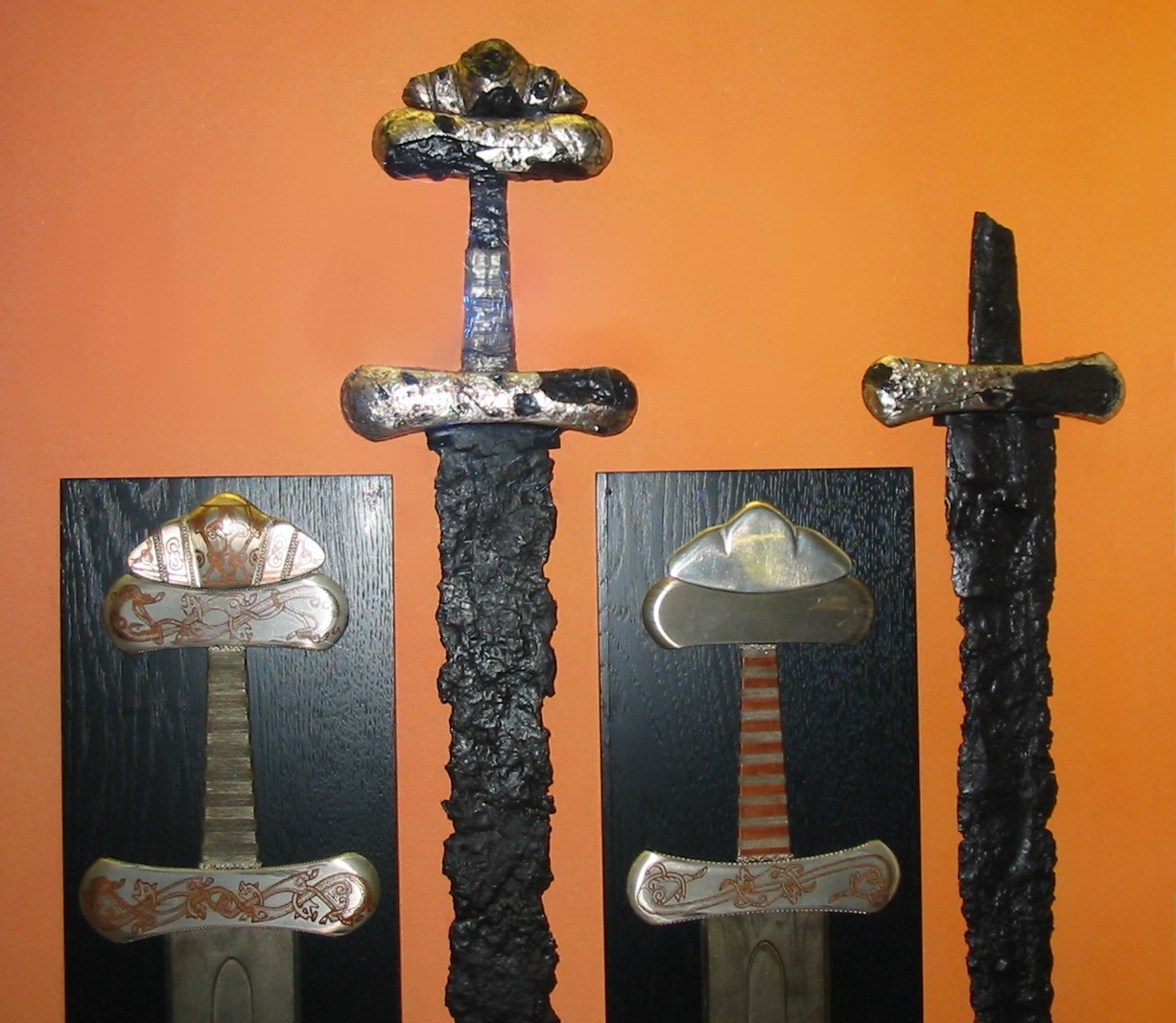
Espadas vikingas

En Escandinavia se han encontrado numerosas armas y armaduras de fabricación extranjera, especialmente francas. Los nórdicos las consiguieron primero a través del comercio y, tras la prohibición franca de la venta de armas, como botín. Su posesión y exhibición por parte de cualquier individuo indicaba su posición en la jerarquía social y sus alianzas políticas.
Aunque las fuentes locales proporcionaban hierro en bruto útil, por ejemplo, libre de azufre y fósforo, pero conteniendo manganeso y níquel, durante el siglo X los espaderos francos desarrollaron aceros superiores. Espadas francas como la VLFBERHT tenían un mayor contenido de carbono, lo que las hacía más duraderas, y su diseño era mucho más manejable en comparación con las espadas de fabricación escandinava. Aunque en Escandinavia se podían fabricar armas más pequeñas, como dagas, cuchillos y puntas de flecha, las mejores espadas y puntas de lanza sin duda se importaban.Sin embargo, de las más de 3000 espadas vikingas encontradas solo en Noruega, solo unas 170 son de origen franco indiscutible.
Muchas de las armas vikingas más importantes eran muy ornamentadas, ricamente decoradas con oro y plata. Estas armas cumplían importantes funciones religiosas y sociales. Estos metales preciosos no se producían en Escandinavia y también habrían sido importados. En Escandinavia, los metales preciosos se habrían incrustado en los pomos y hojas de las armas, creando patrones geométricos, representaciones de animales y (más tarde) símbolos cristianos.
Los vikingos también usaban armaduras extranjeras. Según Heimskringla, cien vikingos aparecieron «con cotas de malla y cascos extranjeros» en la batalla de Nesjaren 1016.
A mediados del siglo IX, hubo una afluencia de estas armas de alta calidad a Escandinavia, y las armas francas se convirtieron en el estándar para todos los vikingos.Como observó Ahmad ibn Fadlan en su relato de su viaje a Rusia, cada vikingo llevaba una "espada del tipo franco". Los francos intentaron limitar el uso de armas y armaduras producidas en Francia por parte de los vikingos, por temor a que con el tiempo se enfrentaran a oponentes igualmente armados. El capítulo 10 del Capitulare Bononiense de 811 prohibía a cualquier funcionario eclesiástico suministrar espadas o armaduras a individuos no francos. Leyes como esta se promulgaron en toda Francia. Finalmente, en 864, el rey Carlos el Calvo de Francia Occidental castigó esta práctica con la muerte.
Algunos eruditos[¿quién?] han propuesto que dichas leyes resultaron tan eficaces para detener el flujo de armas francas que iniciaron la práctica de las incursiones por las que los vikingos se hicieron famosos.

## Calidad y decoración de las armas vikingas
Las armas vikingas no solo eran herramientas funcionales para la guerra, sino también símbolos de estatus y prestigio, como se mencionó anteriormente. La calidad y la decoración de las armas vikingas eran fundamentales para su valor, tanto en el campo de batalla como en el contexto de las relaciones sociales. Las armas con formas elegantes y ornamentación de metales nobles no solo proporcionaban a su dueño una herramienta eficaz en combate, sino que también servían como valiosos regalos que a menudo se intercambiaban para forjar alianzas políticas. Las armas bien elaboradas reflejaban la riqueza, el prestigio y el estatus social de un vikingo.

### Calidad de las armas vikingas
Se esperaba que una buena arma vikinga cumpliera ciertos estándares prácticos, como un filo afilado y duradero y un equilibrio óptimo. El equilibrio es crucial para el peso de cualquier arma: en las espadas, el centro de masa debe estar cerca de la empuñadura; de lo contrario, el arma resultaría difícil de manejar al recibir golpes en la batalla. Una espada, por ejemplo, era apreciada por su flexibilidad y su capacidad para mantener su filo y forma bajo tensión. Una hoja que se doblaba fácilmente en batalla se conocía como deigr, un término similar a la palabra noruega moderna para "masa". La hoja ideal de una espada era elástica y capaz de doblarse y recuperar su forma original sin sufrir una deformación permanente ni romperse. Varias fuentes medievales, como la saga Svarfdæla y la saga Ásmund Kæmpebanes,describe la prueba definitiva para la calidad de una espada: doblar la punta de la hoja hacia atrás hasta tocar la empuñadura y luego dejarla recuperar su forma original sin sufrir deformación permanente. Esto demostró la gran importancia que se daba a la elasticidad y la resiliencia en las armas vikingas.

### Decoración y Ornamentación
Si bien la funcionalidad era importante, la apariencia de las armas vikingas también tenía un gran significado. Los elementos decorativos en armas y armaduras no solo realzaban su atractivo visual, sino que también les otorgaban significados simbólicos que representaban el poder y el estatus de su propietario. Como se mencionó anteriormente, los escudos vikingos a veces se decoraban con pinturas y poesía. Los diseños más comunes en los escudos eran cruces simples o derivaciones de ruedas solares o segmentos. Los elegantes diseños de sus armas a veces incluían metales preciosos como el cobre o la plata, lo que añadía un toque de arte a su identidad guerrera. Las armas con patrones o grabados intrincados se consideraban prestigiosas y solían usarse en intercambios diplomáticos o como obsequios para consolidar relaciones políticas.
La técnica de forja de patrones era un método clave para decorar principalmente espadas, lanzas y cuchillos. Esta técnica consistía en forjar dos, tres o, en ocasiones, cuatro barras de hierro retorcidas, dispuestas paralelamente y soldadas entre sí. Posteriormente, la hoja laminada presentaba un patrón distintivo con un diseño decorativo que cubría toda su superficie, incluyendo el canal (la ranura central que recorre la hoja). Cabe destacar que el filo de la hoja siempre permanecía sin decorar. Esto garantizaba que conservara su funcionalidad y, al mismo tiempo, mostrara la artesanía del herrero. Esta forja de patrones decorativos no se aplicaba habitualmente a las hachas, que conservaban un diseño más básico.
Las hojas de espada forjadas con patrones ya se utilizaban en Europa siglos antes de la época vikinga, pero alcanzaron su máximo auge durante este período. Tras la época vikinga, el uso generalizado de la forja con patrones decayó, convirtiendo estas espadas en un elemento distintivo del armamento vikingo. La complejidad de los patrones forjados en sus hojas las hizo muy apreciadas y se convirtieron en objetos de gran valor en la sociedad vikinga.